# Harry Potter és a bölcsek köve (film)
A Harry Potter és a bölcsek köve (eredeti cím: Harry Potter and the Philosopher’s Stone az Egyesült Királyságban, illetve Harry Potter and the Sorcerer’s Stone az Egyesült Államokban) 2001-ben bemutatott brit–amerikai fantasy-kalandfilm,  amely J.K. Rowling  regénysorozata első részének filmadaptációja. A mozifilm a Warner Bros. Pictures, az 1492 Pictures és a Heyday Films gyártásában készült.
A Warner Bros. egyik ügynöke relatíve alacsony áron vásárolta meg a könyv jogait, röviden annak hihetetlen sikere után. A filmet a Leavesden Film Studiosban készítették és 2001-ben mutatták be, négy és fél évvel a regény megjelenését követően. A további epizódok szintén moziba kerültek, mind rendkívüli sikerrel. A Bölcsek köve 976 millió dollárt hozott szerte a világon, ez az ötödik legmagasabb bevétel a Titanic, A Gyűrűk Ura: A király visszatér, A Karib-tenger kalózai: Holtak kincse és a Batman – A sötét lovag mögött.
Rowling ragaszkodott hozzá, hogy a teljes szereplőgárda brit legyen, annak érdekében, hogy a könyv kulturális integritása a vászonra is átkerüljön. Mégis akad néhány kivétel, többnyire ír színészek személyében.
Magyarországon az RTL Klub-on, a Cool TV-n és a Film+-on sugározták a televízióban.

## Cselekmény
Bővebben: Harry Potter és a bölcsek köve
A történet elején megismerjük Vernon Dursleyt, feleségét, Petuniát, és fiukat, Dudleyt, akik elzárkóznak minden hihetetlen vagy furcsa dologtól.
Egy éjszaka az öreg mágus, Albus Dumbledore és kollégája, a macskaalakot öltő Minerva McGalagony professzor találkoznak Dursleyék Privet Drive 4. szám alatt található házánál. Ugyanis Petunia varázsló nővérét, Lilyt és férjét, James Pottert meggyilkolta a rettegett feketemágus, Voldemort. Meglepetésére azonban fiukkal, Harryvel képtelen volt végezni (egy sebhellyel megúszta). A halálos átok visszahullott Voldemortra, aki  nem halt meg. A csecsemőt Rubeus Hagrid, az óriás mentette ki a ház romjai közül, és hozta el a Privet Drive-ra. Az öreg mágus levélben tájékoztatja Dursleyéket a történtekről, és azt kéri, hogy mivel ők az egyetlen rokonai a fiúnak, viseljék gondját.
Vernon bácsi és Petunia néni muglik, vagyis varázstalan emberek. Ezért rettegnek Harry varázserejétől, és eltitkolják előle a múltját. Ráadásul azt gondolják, ha kellően erőszakosan, mostohán bánnak unokaöccsükkel, akkor sikerül kiirtaniuk belőle a mágiát. Harry környezetében azonban furcsa dolgok történnek. Egy állatkerti látogatás során például beszélgetésbe elegyedik az óriáskígyóval, majd eltünteti a terrárium üvegfalát, ezzel kiszabadítva az állatot.
Harrynek, akinek nincsenek barátai, egy nap levele érkezik a Roxfort Boszorkány- és Varázslóképző Szakiskolából. Vernon bácsi azonban elégeti, mielőtt unokaöccse elolvashatná. Mikor újabb és újabb levelek érkeznek a Roxfortból – amit természetesen nem olvashat el Vernon bácsi jóvoltából – nagybátyja, beleőrülve a levélzáporba, elviszi családját egy kis, barátságtalan szigetre, ahol biztosan nem találnak rájuk. Ám csalódnia kell: Hagrid által mégis eljut a címzetthez egy levél. Így a tizenegyedik születésnapján végre kiderül, hogy Harrynek varázsereje van és felvételt nyert a Roxfort Boszorkány- és Varázslóképző Szakiskolába. Hagrid magával viszi Harryt Londonba, ahol az Abszol úton megveszik a fiú tanszereit. Harry itt szembesül vele, hogy híres: a varázslók ismerik és tisztelik, mint a fiút, akinek köszönhetően megszabadultak Voldemort rémuralmától.
Szeptember elsején Harry a King's Cross Pályaudvaron találkozik a Weasley családdal, akik segítenek neki megtalálni a kilenc és háromnegyedik vágányt, ahonnan a Roxfortba tartó vonat indul. Harry az utazás alatt összebarátkozik a legfiatalabb Weasley fiúval, Ronnal, valamint megismerkedik még jó pár leendő osztálytársával, többek között Hermione Grangerrel, Neville Longbottommal és Draco Malfoyjal. A Roxfortban megismeri az igazgatót, Albus Dumbledore-t. A Teszlek Süveg Ront és Hermionét a Griffendélbe, Dracót a Mardekárba osztja. Harryt a süveg a Mardekárba akarja küldeni, de mivel ő sok rosszat hallott már a házról, tiltakozik, így végül a Griffendélbe kerül.
Harry és barátai különféle varázslatos tantárgyakat (bűbájtan, átváltoztatástan, bájitaltan, mágiatörténet, sötét varázslatok kivédése, gyógynövénytan, repüléstan) tanulnak a Roxfortban. Harry tehetsége az első repülésórán feltűnik McGalagony professzornak, aki beajánlja őt a Griffendél kviddicscsapatába. Harry ezenkívül megismeri a Roxfort ellenszenves gondnokát, Fricset. Néhány alkalommal Harry sebhelye egyre jobban kezd fájni, ez arra utal, hogy Voldemort vissza fog térni.
Harry az iskolai kóborlásai során (amelyekben nagy segítségére van apja láthatatlanná tevő köpenye) megmenti Hermionét egy, az iskolába beszabadult trolltól, és viszontlátja szüleit Edevis tükrében, egy varázstükörben, amely megmutatja az ember legáhítottabb vágyát. Betéved a harmadik emeleti tiltott folyosóra, amelyet egy vérszomjas háromfejű kutya őriz. Hagrid elmondja a gyerekeknek, hogy az állat az övé, és Bolyhoskának hívják. Harryék hiába kérdezik, hogy mit őriz Bolyhoska, Hagrid annyit felel, hogy ez csak Dumbledore-ra és Nicolas Flamelre tartozik. Hermione kinyomozza, hogy Flamel alkimista, és ebből arra következtet, hogy a kincs csakis a bölcsek köve lehet.
Minden jel arra mutat, hogy a bájitaltantanár, Perselus Piton el akarja lopni a követ. Harry kihallgatja Piton és a sötét varázslatok kivédését oktató Mógus egy veszekedését, amely során Piton a követ emlegeti. Közben egy titokzatos idegen sárkánytojást ad el Hagridnak, és közben Bolyhoskáról érdeklődik. Harry először azt gondolja, a professzort csak a kapzsisága vezérli, de Hagridtől és Firenzétől, a kentaurtól megtudja, hogy valaki a Tiltott Rengetegben unikornisokat öl, hogy vérükkel életben tartsa a lelkét: a kő nem Pitonnak, hanem Voldemortnak kell, hogy visszanyerje az erejét.
Miután McGalagony professzor nem hallgat Harryre, a fiú Ronnal és Hermionéval egyik diáktársuk, Neville Longbottom ellenére elindul, hogy megfékezze Voldemortot. Sorra le kell győzniük a követ védelmező akadályokat: a háromfejű kutya mellett egy ördöghurok nevű húsevő növény, néhány repülő kulcs és egy sakkjátszma várja őket. Végül Harry szembenéz ellenségével, aki meglepetésére nem Piton, hanem Mógus, tarkóján Voldemort arcával. A bölcsek kövét Mógus csupán Edevis tükrén keresztül tudná megszerezni, de erre képtelen. Mikor a professzor fenyegetésére Harry belenéz a tükörbe, a kő varázslat folytán hozzá kerül (csak az tudta megszerezni a követ, aki meg akarta találni ugyan, de nem volt vele célja – ezt Dumbledore találta ki). Voldemort először hízelgéssel, majd erőszakkal próbálja elvenni tőle a követ, de a fiút megvédi az anyja szeretete és önfeláldozása: amikor Mógus-Voldemort hozzáér Harry bőréhez, Mógus teste elkezd elporladni a benne lakozó gonosz miatt. Voldemort szelleme végül elhagyja Mógus testét, aki ezután meghal.
Dumbledore és Flamel úgy határoznak, a bölcsek kövét megsemmisítik, nehogy Voldemort újból megpróbálja megszerezni. A Griffendél a házak pontversenyén győzelmet arat, Harry pedig hazatér Dursleyékhez, akik mit sem tudnak arról, hogy az iskolán kívül tilos varázsolni, így Harry bármikor rémisztgetheti őket varázslással.

## Szereplők
| Színész              | Szereplő                                         | Magyar hang                |
| -------------------- | ------------------------------------------------ | -------------------------- |
| Daniel Radcliffe     | Harry Potter                                     | Gacsal Ádám                |
| Rupert Grint         | Ron Weasley                                      | Berkes Bence               |
| Emma Watson          | Hermione Granger                                 | Szabó Luca                 |
| Robbie Coltrane      | Rubeus Hagrid                                    | Hollósi Frigyes            |
| Richard Harris       | Albus Dumbledore professzor                      | Makay Sándor               |
| Maggie Smith         | Minerva McGalagony professzor                    | Kassai Ilona               |
| Alan Rickman         | Perselus Piton professzor                        | Tahi Tóth László           |
| Ian Hart             | Mógus professzor Voldemort                       | Lippai László Kőszegi Ákos |
| Richard Bremmer      | Voldemort (1981-ben)                             | nem szólal meg             |
| Geraldine Somerville | Mrs. Lily Potter                                 | nem szólal meg             |
| Adrian Rawlins       | Mr. James Potter                                 | nem szólal meg             |
| Fiona Shaw           | Petunia Dursley                                  | Simon Eszter               |
| Richard Griffiths    | Vernon Dursley                                   | Balázs Péter               |
| Harry Melling        | Dudley Dursley                                   | Baráth István              |
| Leslie Phillips      | Teszlek Süveg                                    | Tardy Balázs               |
| John Cleese          | Félig Fej Nélküli Nick, a Griffendél házszelleme | Galkó Balázs               |
| Simon Fisher-Becker  | Pufók Fráter, a Hugrabug házszelleme             | nem szólal meg             |
| Terence Bayler       | Véres Báró, a Mardekár házszelleme               | nem szólal meg             |
| Nina Young           | Szürke Hölgy, a Hollóhát házszelleme             | nem szólal meg             |
| Ray Fearon           | Firenze                                          | Koncz István               |
| Warwick Davis        | Filius Flitwick professzor                       | Szokol Péter               |
| Zoë Wanamaker        | Madam Hooch                                      | Szabó Éva                  |
| David Bradley        | Argus Frics                                      | Varga Tamás                |
| Elizabeth Spriggs    | A Kövér Dáma                                     | Halász Aranka              |
| Jean Southern        | Büfés boszorkány a Roxfort Expresszen            | Halász Aranka              |
| Tom Felton           | Draco Malfoy                                     | Borbíró András             |
| Jamie Waylett        | Vincent Crak                                     | Berkes Ákos                |
| Josh Heardman        | Gregory Monstro                                  | Szilvási Dániel            |
| Matthew Lewis        | Neville Longbottom                               | Hám Bertalan               |
| Devon Murray         | Seamus Finnigan                                  | Stukovszky Tamás           |
| Alfie Enoch          | Dean Thomas                                      | Baradlay Viktor            |
| Chris Rankin         | Percy Weasley                                    | Petrik Péter               |
| James Phelps         | Fred Weasley                                     | Kováts Dániel              |
| Oliver Phelps        | George Weasley                                   | Kováts Dániel              |
| Sean Biggerstaff     | Oliver Wood                                      | Molnár Levente             |
| Luke Youngblood      | Lee Jordan                                       | Czető Roland               |
| Julie Walters        | Molly Weasley                                    | Andresz Kati               |
| Bonnie Wright        | Ginny Weasley                                    | Patkó Csenge               |
| Verne Troyer         | Ampók                                            | Katona Zoltán              |
| Warwick Davies       | Kobold pénztáros a Gringottsban                  | Pethes Csaba               |
| Derek Deadman        | Tom, kocsmáros a Foltozott Üstben                | Pethes Csaba               |
| John Hurt            | Mr. Ollivander                                   | Gruber Hugó                |

## Vizuális effektek
Columbus már az elején tudta, hogy a film elkészítéséhez komoly CGI technológiát kell alkalmazniuk, azért, hogy életre tudják kelteni a mágikus lényeket. Ezért felkérték Nick Dudmant, egy szörny- és maszkeffektusokkal foglalkozó szakembert, aki korábban a Star Wars: A baljós árnyak című filmen is dolgozott. Dudman elkészítette a prosztetikus bábukat a Jim Henson's Creature Shop segítségével, majd ezeket beszkennelték a számítógépekbe, hogy Robert Legato a csapatával életre tudja kelteni őket.
A filmben közel 600 vizuális effekt található, melyek nagyját az Industrial Light & Magic készítette el. Ők alkották meg Voldemort arcát és Bolyhoskát is. A Sony Pictures Imageworks cég is dolgozott az effekteken, ők a kviddics jelenetekért feleltek.

## Filmzene
A producerek a film zenéjének komponálására John Williams-t szerződtették a filmhez. Williams saját otthonában kezdte el komponálni a zenét, mielőtt 2001 augusztusában Londonban felvették azt. A filmzene olyannyira jól sikerült, hogy Oscar jelölést kapott érte.

### Tracklista
1. Prologue
2. Harry's Wonderous World
3. The Arrival of Baby Harry 
4. Visit to the Zoo and Letters from Hogwarts 
5. Diagon Alley and The Gringotts Valut
6. Platform Nine-and-Three-Quarters and The Journey to Hogwarts 
7. Entry into the Great Hal and The Banquet 
8. Mr. Longbottom Flies
9. Hogwarts Forever and The Moving Stairs
10. The Norwegian Ridgeback and A Change of Season
11. The Quidditch Match 
12. Christmas at Hogwarts
13. The Invisibility Cloak and The Library Scene
14. Fluffy's Harp 
15. In the Devil's Snare and The Flying Keys 
16. The Chess Game
17. The Face of Voldemort 
18. Leaving Hogwarts
19. Hedwig's Theme
A soundtrackek közül a "Hedwig's Theme" és a "Harry's Wonderous World" aratott a legnagyobb sikert a kritikusok körében.

## Változtatások a könyvhöz képest
A történet egyszerűsítése érdekében a könyv számos jelenetét kihagyták, illetve megváltoztatták a filmben:
- A könyv elején Vernon bácsi munkába megy, és bosszankodva látja a Voldemort eltűnését ünneplő varázslókat. A film azzal indít, hogy Albus Dumbledore megérkezik Dursleyék házához.
- A filmből kimaradó regénybeli karakterek: 
  - Piers Polkiss,
  - Mrs. Figg,
  - Bimba professzor (a második részben kap szerepet),
  - Binns professzor,
  - Hóborc (egyik filmben sem szerepel),[2]
  - Ronan és Goron kentaurok.
- Firenze kentaur külseje erősen eltér a könyvbeli leírástól (ott szőke, kék szemű és pej szőrű, a filmben fekete hajú, sárga szemű és sötét szőrű).
- Harry nem találkozik Malfoyjal az Abszol úton.
- A Teszlek Süveg nem énekel, és csupán azt látjuk, ahogy a főbb szereplőket (Hermione, Draco, Ron, Harry) osztja be a házba; McGalagony nem ABC-rendben szólítja ki őket.
- Albus Dumbledore évnyitó beszédében a híres "Filkó! Pityer! Varkocs! Dzsúzli!" szavak nem hangzanak el, és a Roxfort indulóját sem éneklik el.
- Malfoy nem hívja ki párbajra Harryt; akkor tévednek el és találnak rá a tiltott folyosóra, amikor elmennek megnézni James Potter kviddics-kupáját.
- A második kviddicsmeccs, amelyet a Hugrabug ellen játszanak, kimarad a filmből.
- Az a rész, mikor Hagrid sárkányát, Norbertet próbálják titokban kicsempészni a Roxfortból, kimarad; Malfoy akkor jelenti fel őket, amikor először mennek éjjel meglátogatni Hagridot, és megtalálják nála a kis sárkányt. Nem Neville, hanem Ron megy büntetőmunkára a Rengetegbe.
- A bölcsek kövét őrző utolsó két akadály (a troll és a bájitalok) kimaradnak a filmből. (Ez logikai következetlenség, hiszen Hagrid a film során korábban azt állítja, Piton segített védeni a követ; a könyvben ő állította fel a bájitalos akadályt).
- Ahol Harry hozzáér Mógus professzorhoz, ott a könyvben a bőre felhólyagosodik, és égési sérülések keletkeznek rajta; a filmben kővé válik és elporlad. Ezt a változást valószínűleg azért eszközölték, hogy gyerekbarátabbá tegyék a filmet. Újabb következetlenség: Harry látja Mógust meghalni, így a harmadik részben látnia kéne a kocsikat húzó thesztrálokat. (A könyvben elájul, így nem szemtanúja Mógus halálának.)
- A könyvben Harry elájul amikor Mógushoz ér, a filmben viszont akkor ájul el mikor Voldemort "átrepül" a testén.

## Jelölések
- Oscar-díj jelölés – 2002 – legjobb látványtervezés – Stuar Craig, Stephanie McMillan
- Oscar-díj jelölés – 2002 – legjobb eredeti filmzene – John Williams
- Oscar-díj jelölés – 2002 – legjobb jelmeztervezés – Judianna Makovsky
- BAFTA jelölés – 2002 – legjobb férfi mellékszereplő – Robbie Coltrane
- BAFTA jelölés – 2002 – legjobb jelmez – Judianna Makovsky
- BAFTA jelölés – 2002 – legjobb hang – John Midgley, Eddy Joseph, Ray Merrin, Graham Daniel, Adam Daniel
- BAFTA jelölés – 2002 – legjobb vizuális effektek – Robert Legato, Nick Davis, John Richardson, Roger Guyett, Jim Berney
- BAFTA jelölés – 2002 – legjobb sminkes és fodrász – Amanda Knight, Eithne Fennel, Nick Dudman
- BAFTA jelölés – 2002 – legjobb látványtervezés – Stuart Craig, Stephanie McMillan
- BAFTA jelölés – 2002 – legjobb brit film – David Heyman, Chris Columbus
- MTV Movie Awards jelölés – 2002 – Legjobb első szereplés (férfi) – Daniel Radcliffe